# Venuše (jezero)
Venuše, nebo Jezero Venuše, je antropogenní jezero a odkaliště situované převážně na území části Starý Most statutárního města Most a vesnice Braňany v okrese Most v Ústeckém kraji. Vzniklo v povrchové jámě vzniklé důlní činností v prostoru vytěženého dolu Ležáky. Nachází se východně od kopce Červený vrch v geomorfologickém celku Mostecká pánev.

## Další informace
Venuše vznikla v 70. letech 20. století a od roku 2004 je toto odkaliště provozováno jako vodní dílo. Je zde ukládána hydrosměs pro technickou rekultivaci založená na vhodné technologii plavení popílku. Břehy jezera jsou z velké části tvořeny výsypkami. Na hladině Venuše lze vidět často zajímavá a netradiční zabarvení a obrazce, které souvisí s ukládáním popílku. Lignit se zde těžil od roku 1899 a z důvodu nebezpečí během těžby byl roku 1946 uzavřen. Později v roce 1956 byla těžba obnovena a v roce 1961 definitivně ukončena.

## Galerie

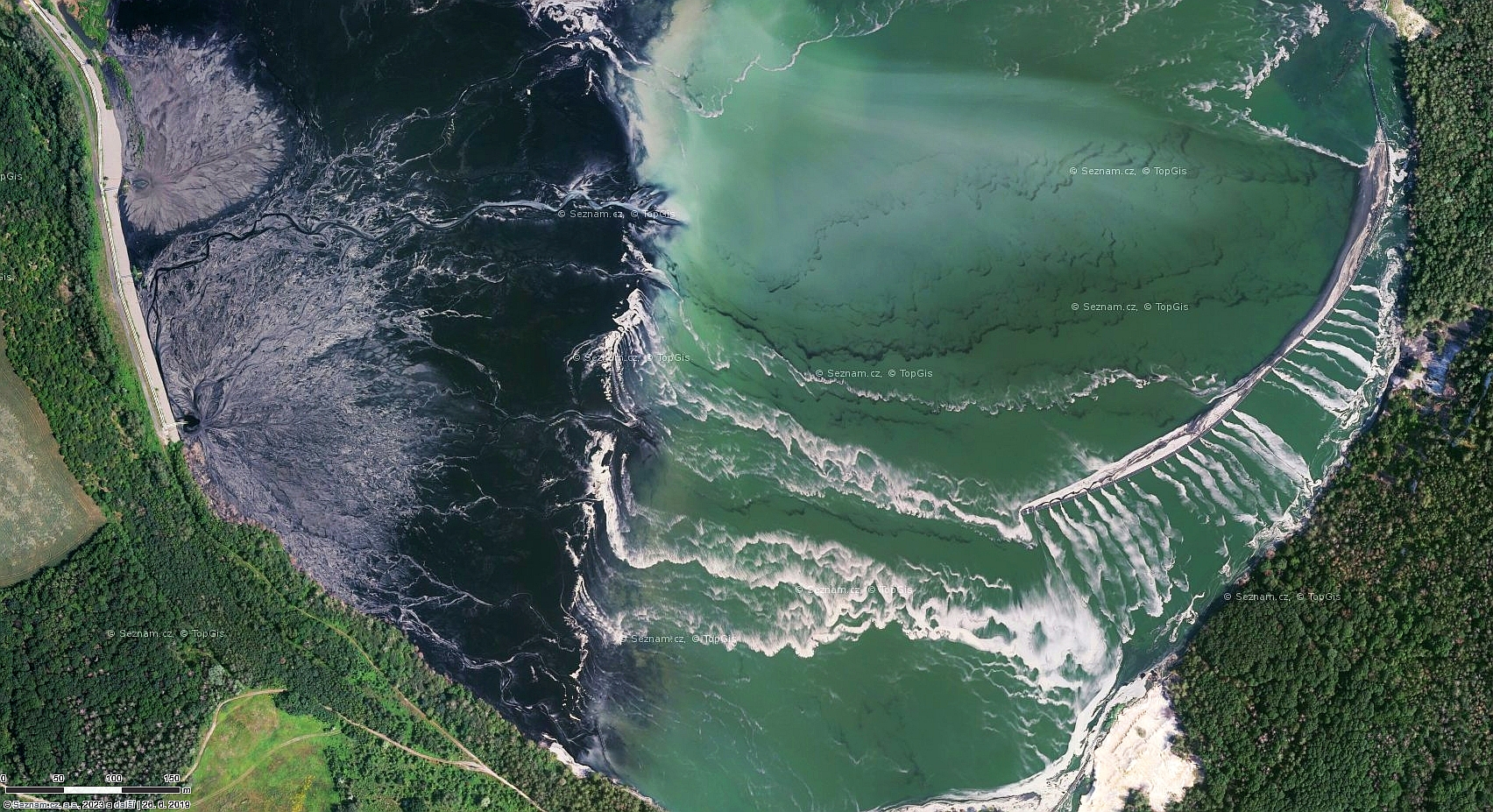
Letecký snímek (2019)
Letecký snímek (2023)
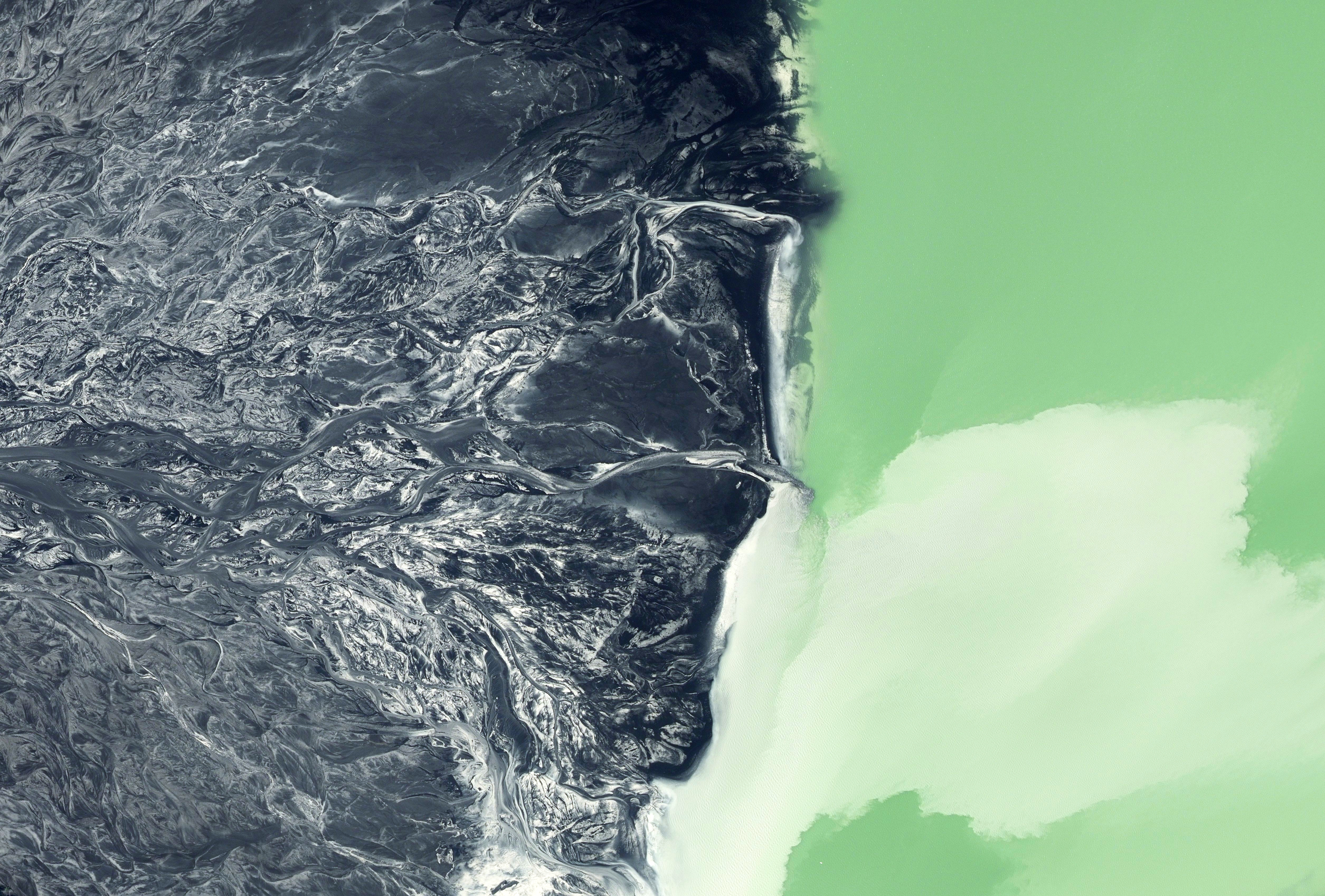
Detail
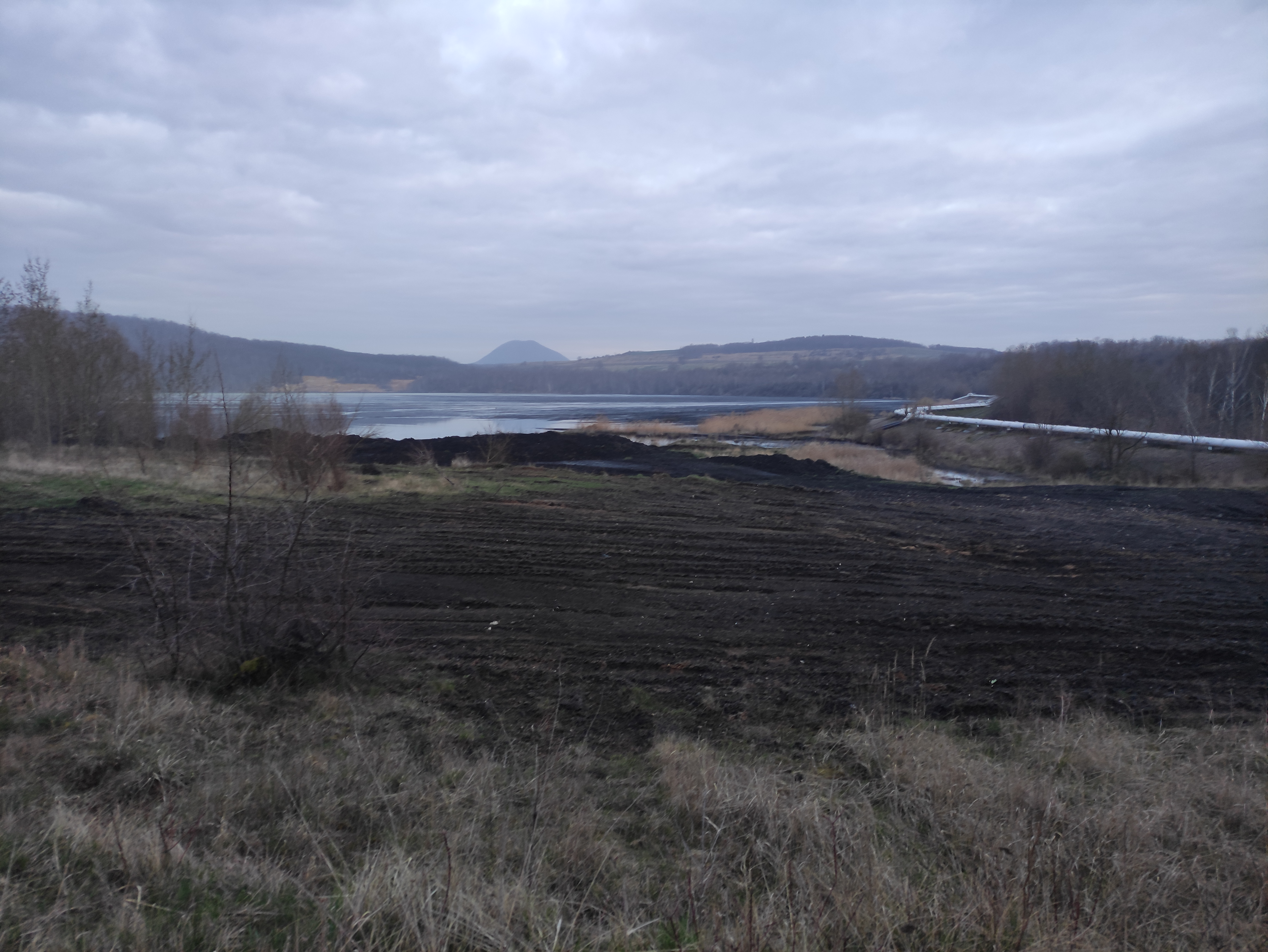
Březnový večer na Venuši
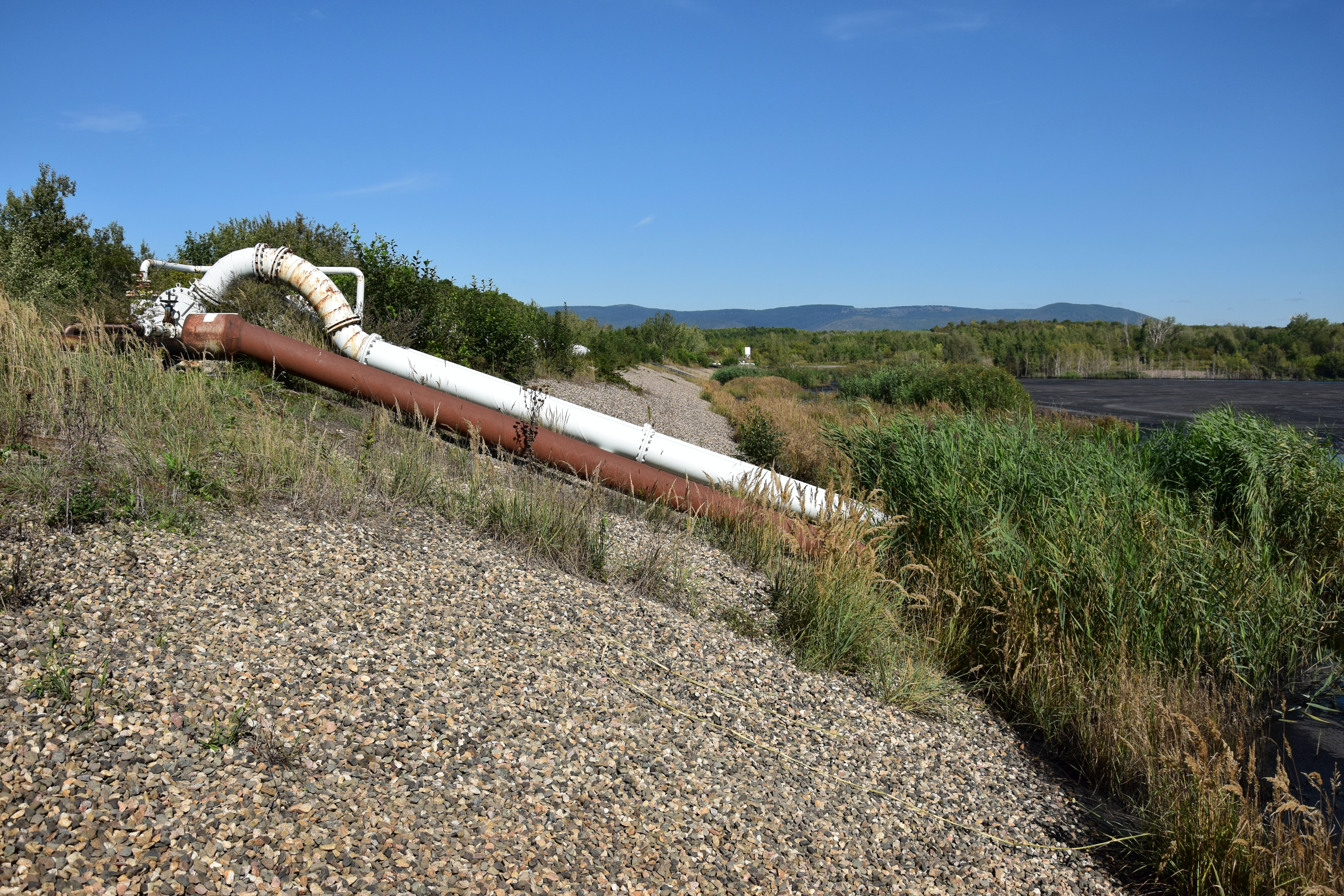
Hráz s přívodním potrubím
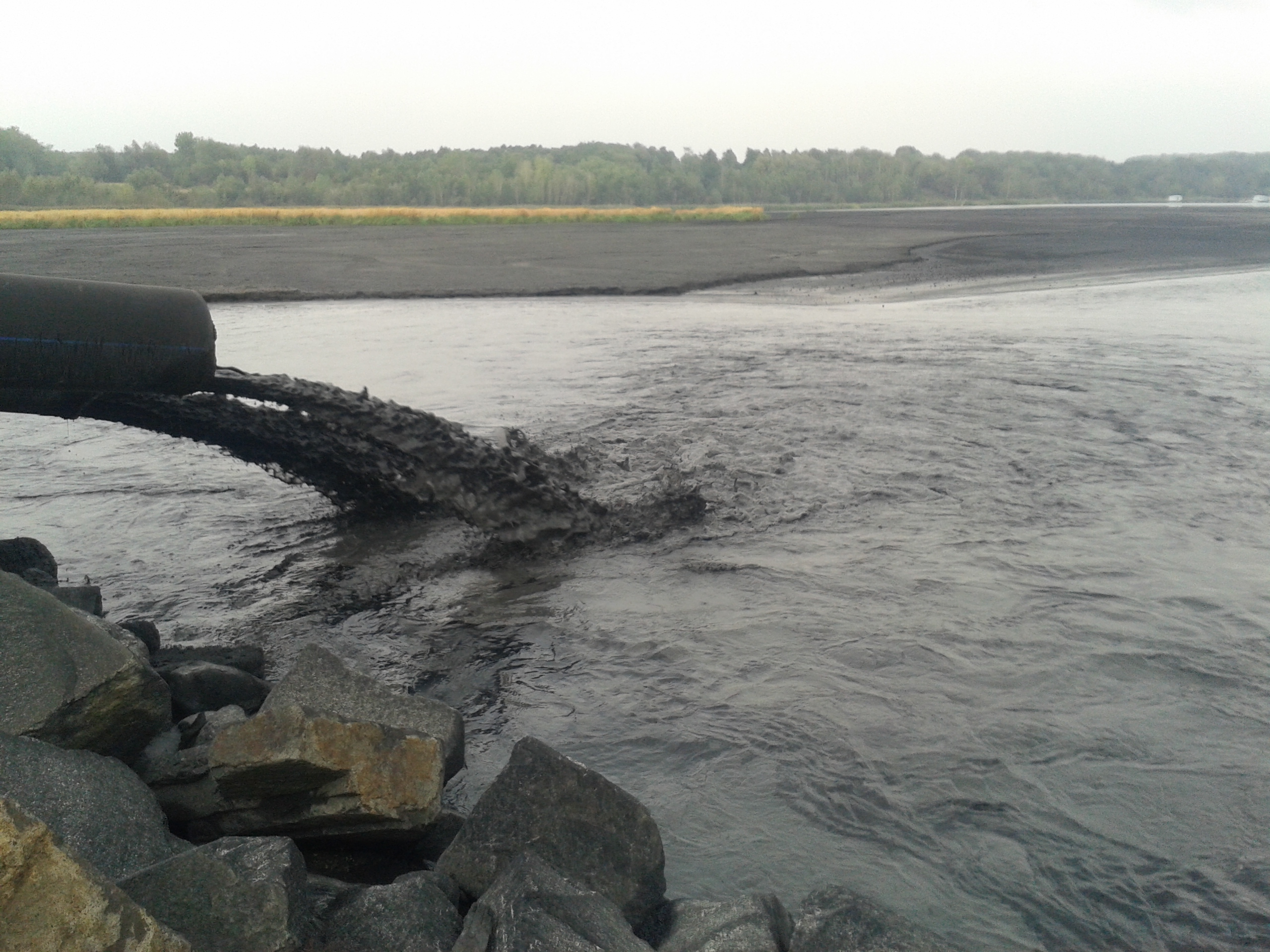
Vtok na odkaliště
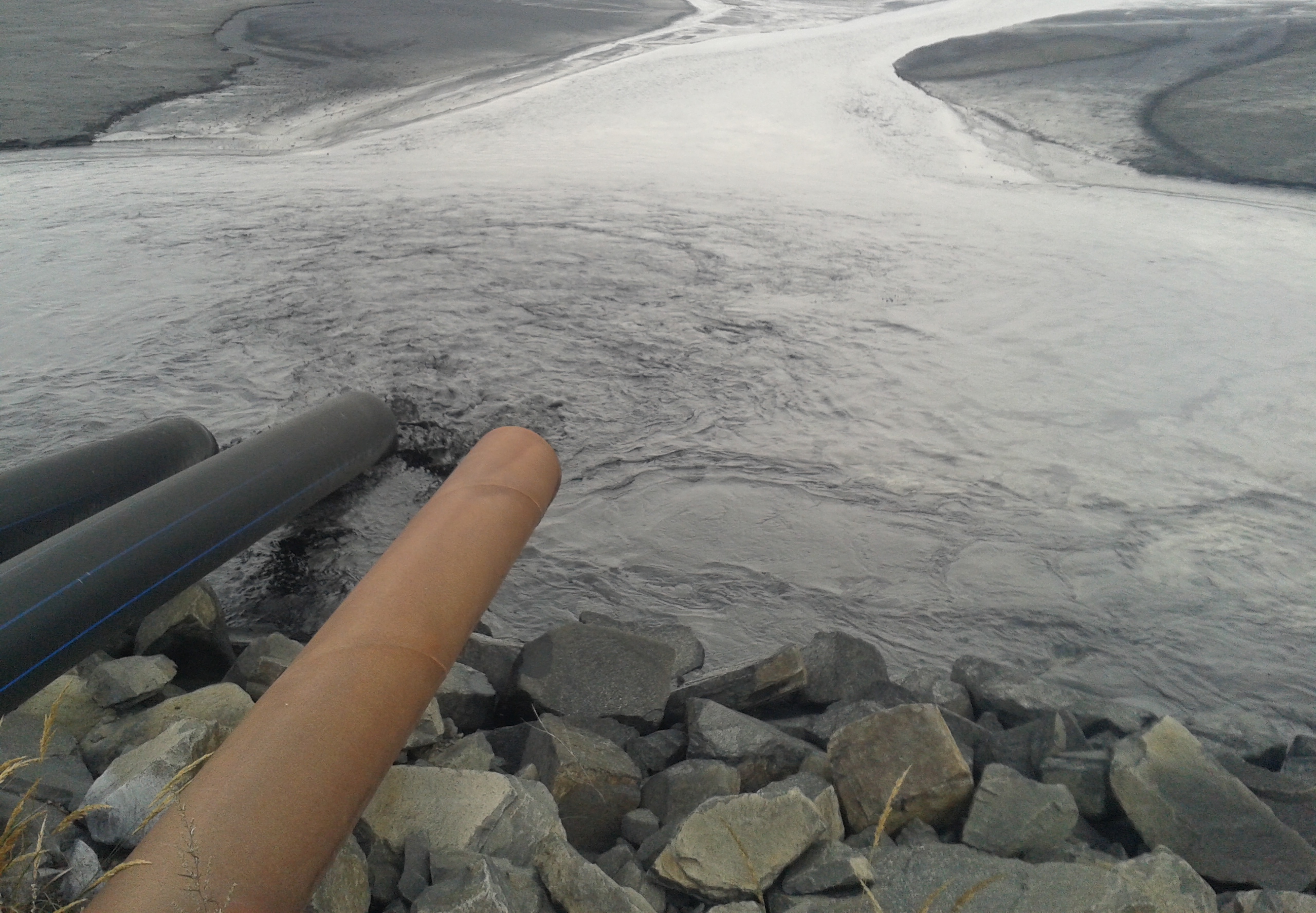
Vtok na odkaliště